# سفارة المكسيك في النمسا
سفارة المكسيك في النمسا هي أرفع تمثيل دبلوماسي لدولة المكسيك لدى النمسا. تقع السفارة في فيينا وهي تهدف لتعزيز المصالح المكسيكية في النمسا.

## وصلات خارجية
- الموقع الرسمي
- قائمة سفارات المكسيك
- قائمة السفارات في النمسا